# Mu (zen)

Carácter chino tradicional para wú ("ninguna cosa"); en coreano y japonés: mu. Representa el kōan del Perro de Zhaozhou.

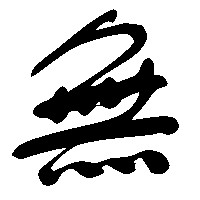
El carácter 無 en letra cursiva. Véase también una animación que muestra el orden de los trazos.

Mu (japonés/coreano), Wu (chino tradicional:無, simplificado: 无 pinyin: wú) o Vô (vietnamita) es una palabra que toscamente puede ser traducida por "ninguno" o "sin". 
Aunque se usa como prefijo para indicar la ausencia de algo (ej., 無線 musen para "inalámbrico"), es más conocida por ser la respuesta de ciertos koanes y otras preguntas de la tradición budista zen para indicar que la pregunta a la que se responde es incorrecta y posteriormente por haber sido reciclada en el folclore esotérico hacker como respuesta a otras preguntas del estilo de la falacia de las muchas preguntas.
El famoso kōan Mu es como sigue: un monje preguntó a Zhaozhou, un maestro zen chino (en japonés, Jōshū): 

"¿Tiene un perro la naturaleza de Buda o no?",

Zhaozhou respondió: 

"wú" (en japonés, Mu).

Algunos maestros budistas sostenían que criaturas como los perros tenían naturaleza de Buda. Otros, que no la tenían. La respuesta de Zhaozhou se interpreta como que esa clase de pensamiento categórico es un delirio. En otras palabras, tanto «sí» como «no» son a la vez correctas e incorrectas. 
Este kōan lo emplean tradicionalmente los estudiantes de la escuela de budismo zen Rinzai en su iniciación al estudio del Zen.

## Etimología
El chino antiguo *ma (無) es cognado con la Proto-Tibeto-Birmana *ma, que significa 'no'. Esta raíz reconstruida está ampliamente representada en lenguas tibeto-birmanas; por ejemplo, ma significa 'no' tanto en tibetano como en birmano.